# گدارلندر
گُدارلَندَر نام کوهی می باشد در شهرستان اندیکا واقع در ۲۵ کیلومتری شهرستان مسجدسلیمان در استان خوزستان با آب و هوایی کوهستانی و گرمسیری. تعداد سکنهٔ آن بالای هزار خانوار می‌باشد.
آب آن از کارون بوسیلهٔ تلمبه تأمین می‌شود. محصولاتش غلات و لبنیات است.
بیشتر اهالی کارگر شرکت نفت هستند و زراعت و گله داری می‌کنند.
ساکنینش از طایفه کیارسی ؛ نصیر و پیوندی هستند و از ایل بختیاری اند.در همین راستا شخصی از طایفه پیوندی بنام سجاد دولنجانی اخیراََ زندگی ساکنان اینجا را در کانال یوتیوبی خود بنام life in landar به زبان انگلیسی به نمایش گذاشته و به محبوبیت و درآمد فراوانی رسیده است. 